# Germani baltici
Germanii baltici (germană Deutsch-Balten, Deutschbalten sau Baltendeutsche) sunt o comunitate/minoritate etnică și istorică de origine germană care trăiește din Evul Mediu în jurul Mării Baltice și, mai precis, pe teritoriul statelor baltice contemporane Letonia și Estonia. Alături de sașii transilvăneni (germană Siebenbürger Sachsen) și de țipțeri (germană Zipser Sachsen/Zipser/Zipser Deutsche), germanii baltici sunt una dintre trei cele mai vechi comunități etnice germane care trăiește neîntrerupt din Evul Mediu și până în prezent în Europa Centrală și de Est.

## Istorie
Istoria comunităților germane în statele baltice contemporane Letonia și Estonia începe în Evul Mediu, mai precis în Evul Mediu Clasic (germană Hochmittelalter), concomitent cu procesul de așezare sau expansiune estică a germanilor în Europa, cunoscut în istoriografia germană drept „Ostsiedlung”. O parte semnificativă a teritoriilor de pe țărmurile Mării Baltice din statele baltice contemporane a fost deținut de Ordinul Cavalerilor Teutoni în această perioadă, ordin care a atras coloniști de etnie germană de varii profesii, e.g., misionari, negustori, țărani precum și meșteșugari. Tot pe parcursul acestei perioade de timp au fost întemeiate 1.400 de sate cenzitare germane precum și 76 de orașe tot de germani.

## Galerie

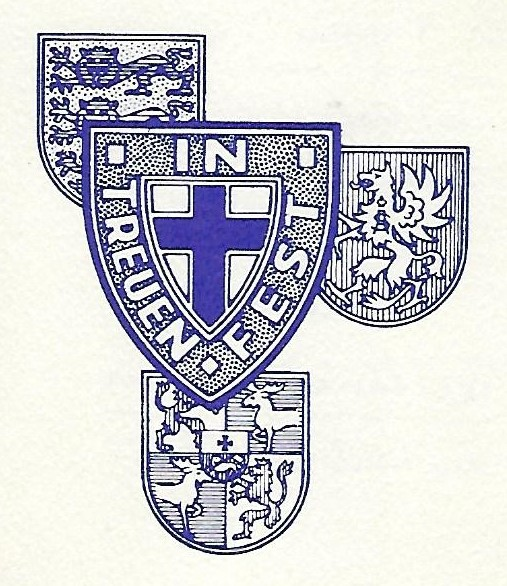
Stema germanilor baltici (cu crucea Ordinul Cavalerilor Teutoni) în mijlocul acestei ilustrații cu inscripția In Treuen Fest (i.e., În fermitate fidelă)
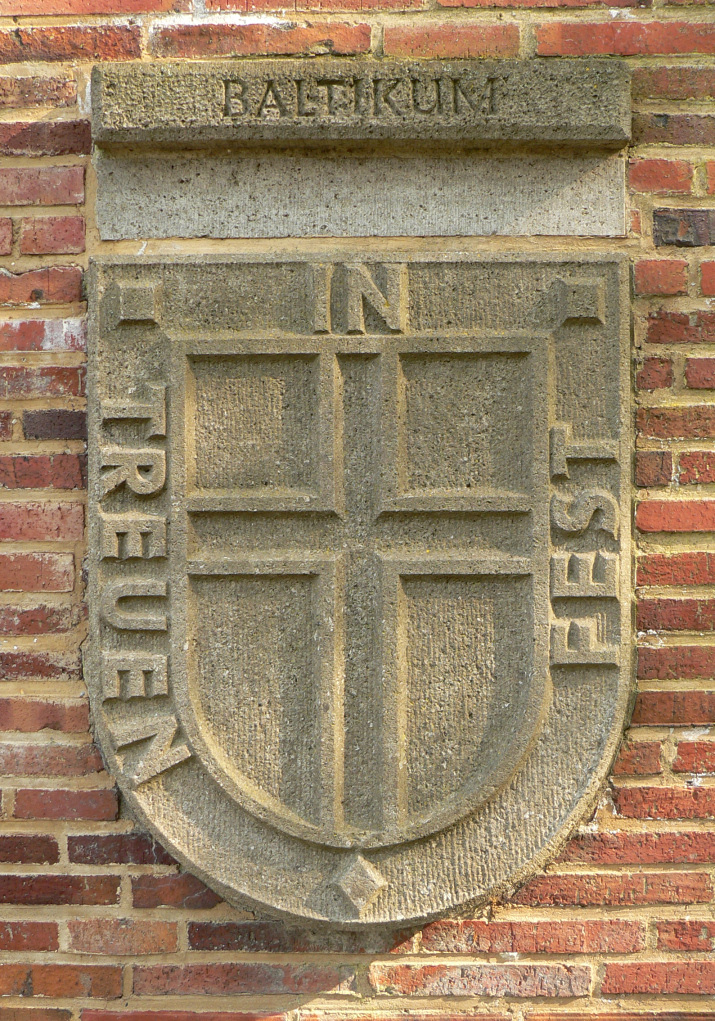
Memorial pentru victimele celor două războaie mondiale la Wolfsburg pe Klieversberg, Germania cu plăci pentru persoanele strămutate, aici cu stema germanilor baltici din statele baltice
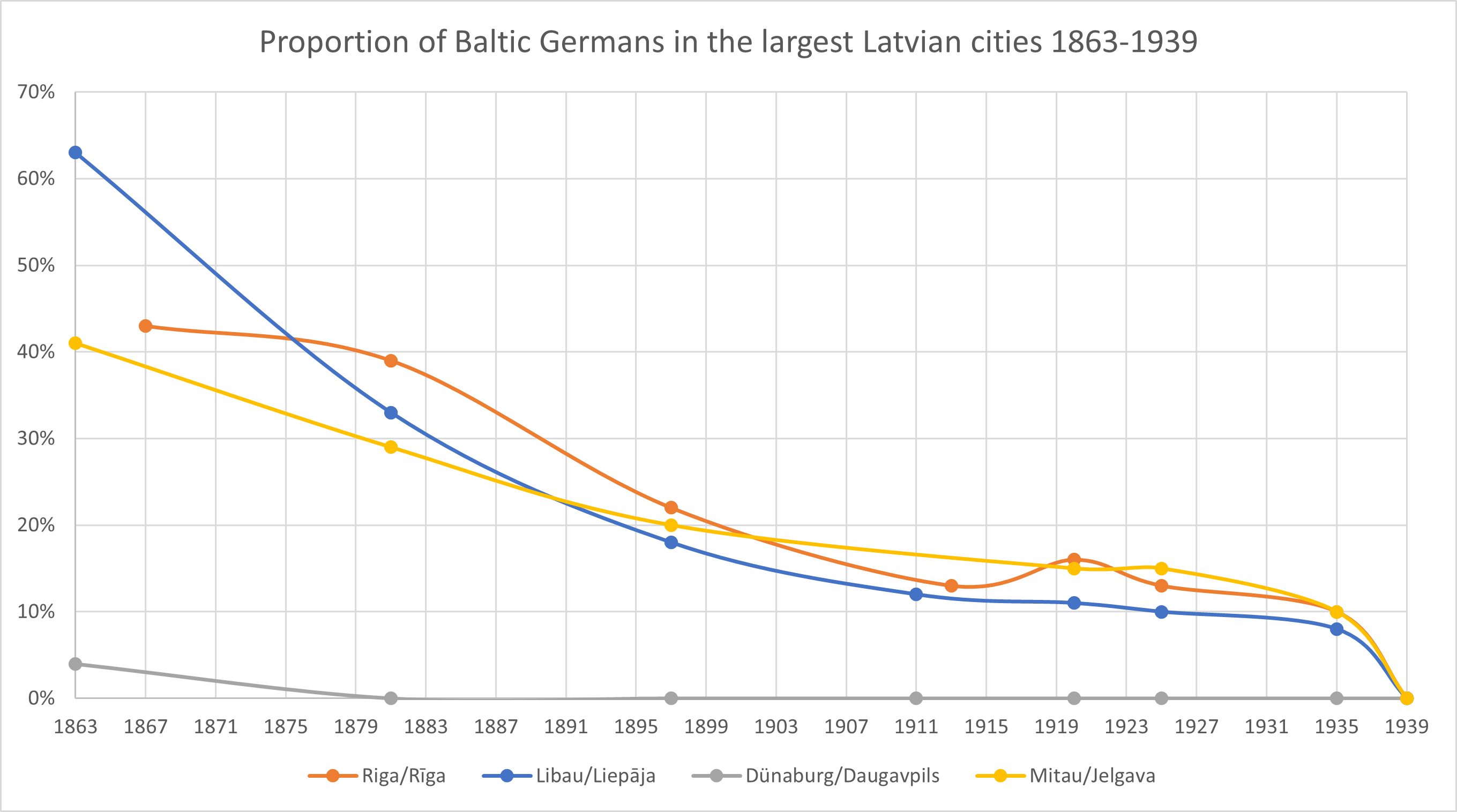
Grafic demografic cu proporția germanilor baltici în cele mai mari orașe letone între 1863 și 1939
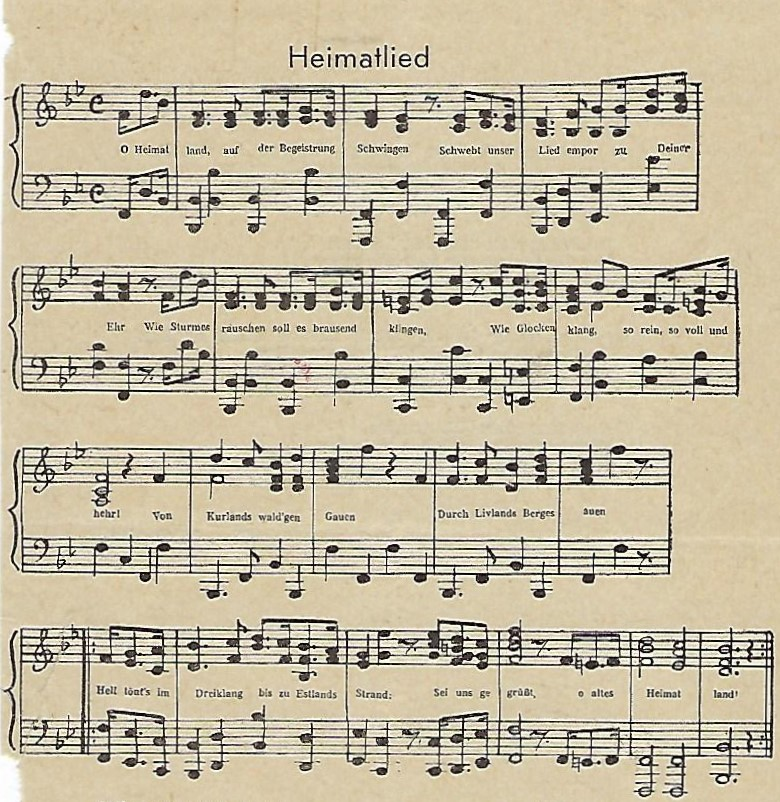
Cântecul de patrie al germanilor baltici
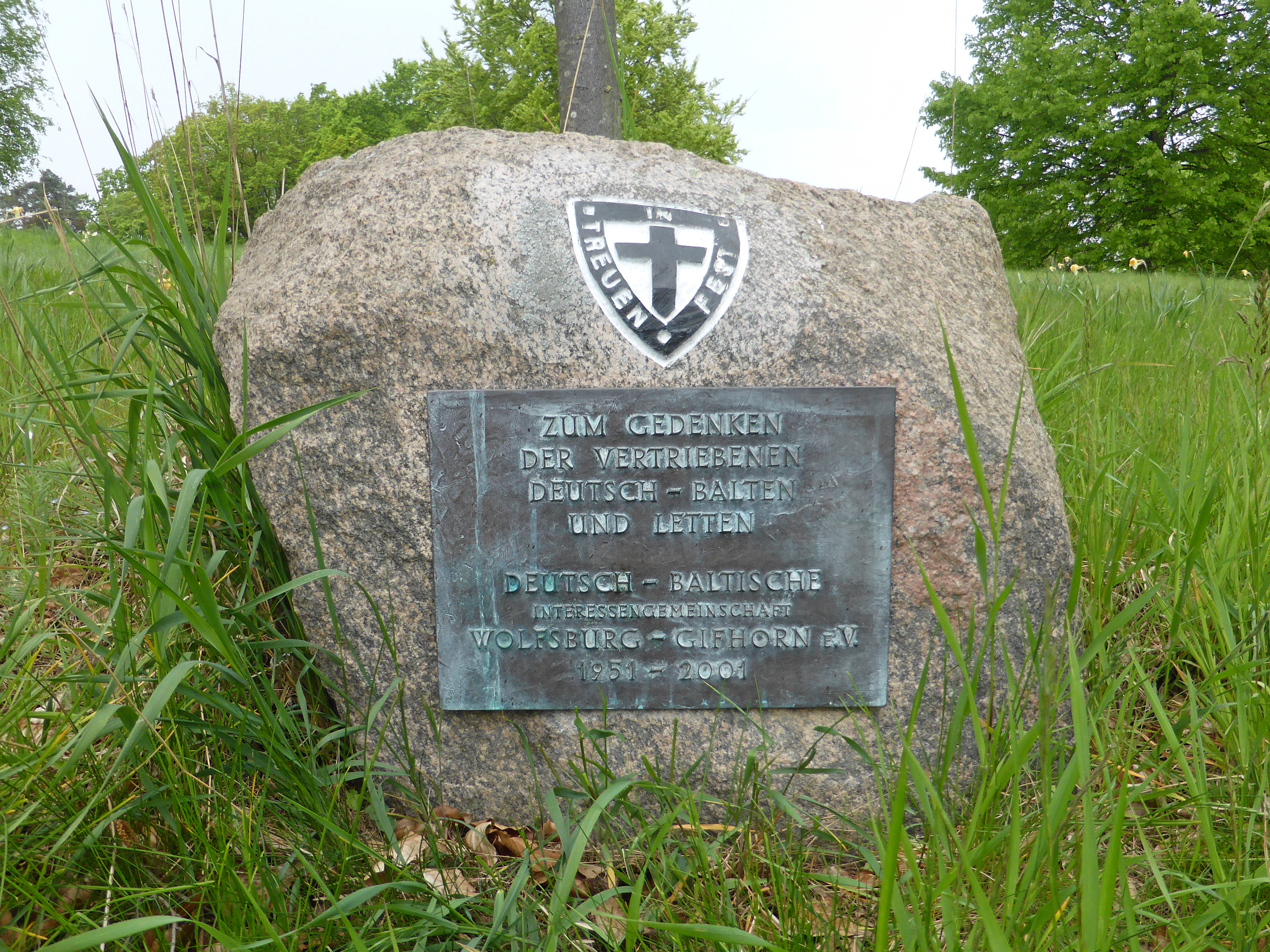
Piatră memorială pentru strămutații germani baltici în Wolfsburg, Germania
Steagul germanilor baltici conform volumului literar The German Freikorps, 1918-23 de Carlos Caballero Jurado și Ramiro Bujeiro
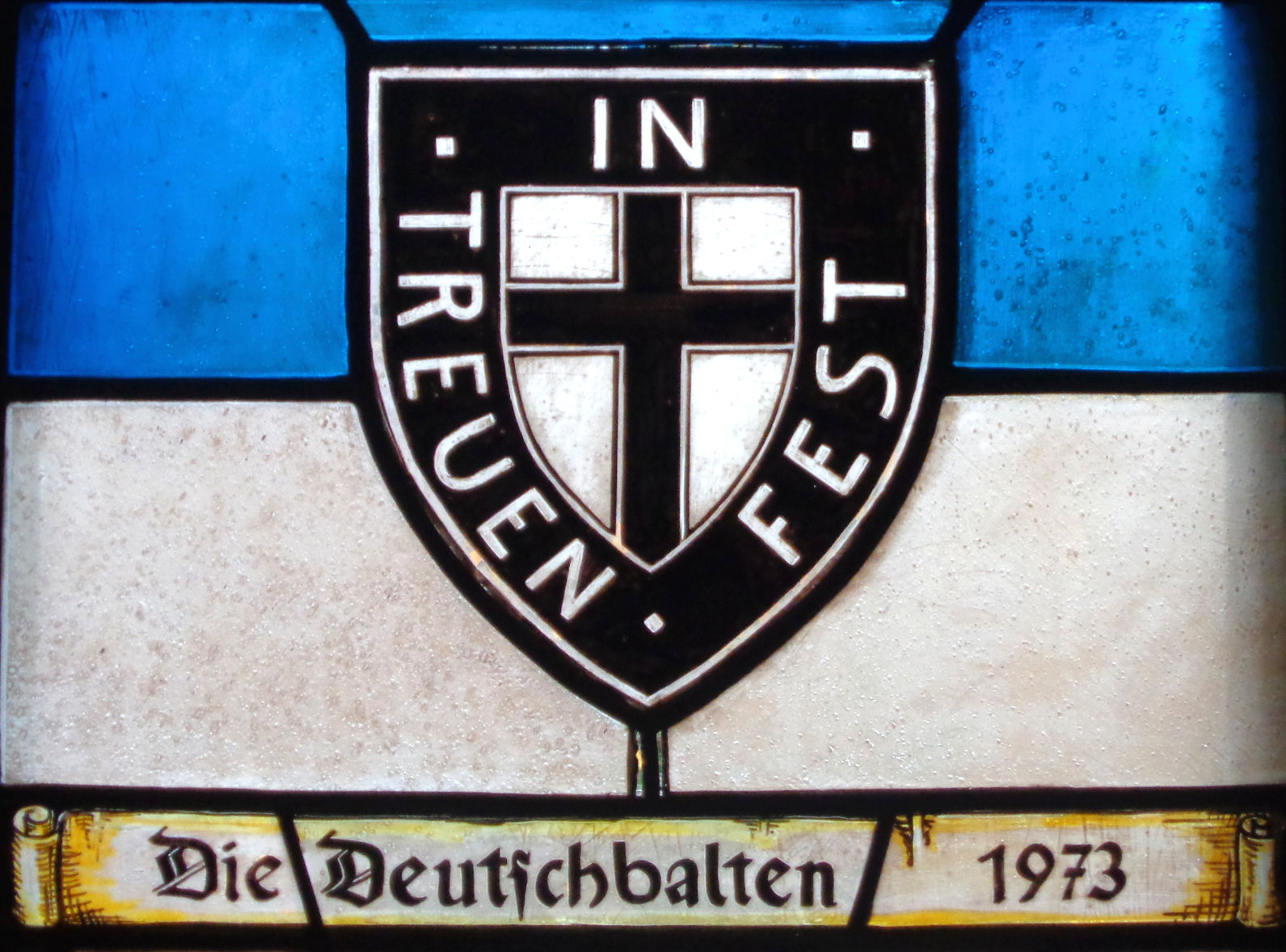
Vitraliu cu stema germanilor baltici

## Personalități
Câteva personalități germane baltice, prezentate în ordine cronologică:
- Johann Heinrich Baumann (1753–1832), pictor;
- Gerhard von Kügelgen⁠(d) (1772–1820), pictor;
- Anton Delvig (1798–1831), scriitor;
- Peter Clodt von Jürgensburg⁠(d) (1805–1867), sculptor;
- Julie Wilhelmine Hagen-Schwarz (1824–1902), pictoriță;
- Eduard von Gebhardt⁠(d) (1838–1925), pictor;
- Eduard von Keyserling (1855–1918), scriitor;
- Nicholas Roerich (1874–1947), pictor;
- Hermann Hesse (1877–1962), scriitor, laureat Nobel;
- Werner Bergengruen (1892–1964), scriitor;
- Alfred Rosenberg (1893–1946), lider nazist, criminal de război.